# گارا لاکاتنیک
گارا لاکاتنیک (به بلغاری: Gara Lakatnik) یک منطقهٔ مسکونی در بلغارستان است که در استان صوفیه واقع شده‌است. گارا لاکاتنیک  ۱٬۱۸۴ نفر جمعیت دارد.